# على بعد مسافة من الحب (مسلسل)
على بعد مسافة من الحب- مسلسل دراما أردني، تم إنتاجه عام 2022م، من تأليف: سليمان أبو شارب، ومن إخراج: حسام حجاوي.

## الممثلون
شارك في المسلسل الأردني "على بعد مسافة من الحب" العديد من الممثلين نذكر من بينهم:
- مي سليم. بدور "نورا"
- منى عبد الغني. بدور "أم نورا"
- منيا قديس. بدور "عبير"
- تركي الكريديس. بدور "عصام"
- هيلدا ياسين. بدور "عائشة"
- نورا العزام. بدور "رهام"
- أحمد الخفاجي. بدور "أحمد"
- سمر محمد. بدور "والدة أحمد"
- مريم الغامدي. بدور "والدة عائشة"
- فؤاد الشوملي. بدور "والد عبير"
- سمير الناصر. بدور "والد عصام"
- تالا الحلو. بدور "رغد"
- شاكر جابر
- سولاف جليل
- عمر الضمور
- ديانا رحمة
- دينا سحويل
- محمد الجيزاوي
- سهير عودة
- نجلاء سحويل
- وليد الجيزاوي
- عهود السامر